# Smeriče
Smeriče (nemško Stemeritsch) je naselje v Občini Žihpolje v Okraju Celovec-dežela na Koroškem v Avstriji.